# Machos alfa (serie de televisión)
Machos alfa es una serie de televisión por internet española de comedia creada por los hermanos Alberto y Laura Caballero junto a Daniel Deorador y Araceli Álvarez de Sotomayor para Netflix. Está protagonizada por Fernando Gil, María Hervás, Raúl Tejón, Kira Miró, Gorka Otxoa, Paula Gallego, Fele Martínez y Raquel Guerrero, y fue producida por la productora de los dos hermanos, Contubernio, en su primera producción fuera de Mediaset España Comunicación desde el final de Aquí no hay quien viva. 
La primera temporada se estrenó en Netflix el 30 de diciembre de 2022 y la segunda el 9 de febrero de 2024. La renovación por la tercera temporada, cuyo rodaje comenzó en marzo de 2024, se anunció a la semana del estreno de la segunda. En julio de 2024 se anunció la renovación por una cuarta temporada.

## Trama
La serie se centra en cuatro hombres de en torno a 40 años (Fernando Gil, Raúl Tejón, Gorka Otxoa y Fele Martínez). El patriarcado está llegando a su fin y, en plena deconstrucción de la masculinidad, estos amigos intentan acomodarse a la nueva realidad. Una sociedad que trata de ser más igualitaria, y con nuevas reglas, que les hará caer en el patetismo, haciendo así a su vez, una crítica de estas nuevas reglas, y dando a entender que estamos viviendo un proceso de transición, en el que algunos pasos hacia delante son en la dirección correcta, pero otros puede que no tanto, manteniendo el debate abierto y planteando dilemas importantes.

## Reparto

### Temporada 1

#### Principal
- Gorka Otxoa como Santiago "Santi" Peralta
- Fele Martínez como Luis Bravo
- Fernando Gil como Pedro Aguilar Prieto
- Raúl Tejón como Raúl Camacho Sanchís
- Paula Gallego como Alejandra "Álex" Peralta Martínez
- Raquel Guerrero como Esther Alonso
- María Hervás como Daniela Galván
- Kira Miró como Luz Ferreiro

#### Recurrente
- Santi Millán como Patrick Garay (Episodio 1; Episodio 6 - Episodio 10)
- Cayetana Cabezas como Blanca Martínez (Episodio 1; Episodio 3 - Episodio 4; Episodio 6; Episodio 8; Episodio 10)
- Fernando Sansegundo como José Ángel (Episodio 1 - Episodio 2; Episodio 10)
- Virginia Rodríguez como Cristina (Episodio 1 - Episodio 2; Episodio 10)
- Silvia Marty como Carmen (Episodio 1 - Episodio 2; Episodio 6; Episodio 10)
- Leire Marín como Iris Bravo Alonso (Episodio 1; Episodio 4 - Episodio 10)
- Gabriel Álvarez como Ulises Bravo Alonso (Episodio 1; Episodio 4 - Episodio 10)
- Nacho Rubio como Jero (Episodio 1 - Episodio 2; Episodio 6; Episodio 9 - Episodio 10)
- Karol Luna como Patricia "Patri" (Episodio 2 - Episodio 10)
- Nazaret Aracil como Cynthia Galván (Episodio 2; Episodio 6; Episodio 8)
- Nathalie Seseña como Rosa (Episodio 2; Episodio 6 - Episodio 7)
- Javier Aguayo como Gabriel (Episodio 3; Episodio 5; Episodio 7; Episodio 9)
- Roger Berruezo como Guillermo (Episodio 3 - Episodio 9)
- María Castro como Eugenia (Episodio 5 - Episodio 9)
- Jordi Aguilar como Antonio (Episodio 5 - Episodio 8)
- Ascen López como Marga (Episodio 7; Episodio 9 - Episodio 10)

#### Invitado
- Noelia Castaño como Duna (Episodio 1; Episodio 10)
- Ana del Arco como Érika (Episodio 1)
- Laura Río como Ángeles (Episodio 1 - Episodio 2)
- Jorge Basanta como Jesús (Episodio 2)
- Álvaro Roig como Ramón Camacho (Episodio 2; Episodio 9)
- Esperanza Elipe como Pilar "Pili" Sanchís Garrido (Episodio 2; Episodio 9)
- Abel Rodríguez como Jonás (Episodio 3; Episodio 8)
- Luis Merlo como Doctor Juanjo (Episodio 3)
- Teresa Cuesta como Nieves (Episodio 3 - Episodio 4)
- Fanny Gautier como Esperanza (Episodio 3)
- Andoni Aguirregomezkorta como Julián (Episodio 3; Episodio 6)
- J. J. Vaquero como Él mismo (Episodio 3)
- Jazmín Abuín como Lorena Lorenzo (Episodio 3)
- Jordi Sánchez como Rodrigo (Episodio 4; Episodio 10)
- Aitziber Garmendia como Nagore (Episodio 4; Episodio 10)
- Petra Martínez como Conchi Prieto (Episodio 4)
- Mariano Venancio como Alfonso Aguilar (Episodio 4)
- Rocío Marín como Funcionaria del SEPE (Episodio 5)
- Víctor Massán como Diego Almazán Noguera (Episodio 5)
- Cristina Soria como Mónica (Episodio 6 - Episodio 7)
- Natalia Hernández como Tamara (Episodio 6)
- Cristina Maisonnave como Julia (Episodio 6)
- Lorenzo Ramos como Manu (Episodio 6)
- Mar Saura como Verónica (Episodio 7)
- Paula Prendes como Natalia (Episodio 7)
- Jaime Riba como Elías (Episodio 7)
- Roberto García como Marcos (Episodio 7)
- Sonia Jávaga como Gala (Episodio 8)
- Hugo Suárez como Mateo (Episodio 8)
- Inma Ochoa como Inma (Episodio 9)
- Ana Mayo como Sandra (Episodio 9)
- Luján Argüelles como Nuria (Episodio 10)
- Isabel Serrano como Jimena (Episodio 10)

### Temporada 2

#### Principal
- Gorka Otxoa como Santiago "Santi" Peralta
- Fele Martínez como Luis Bravo
- Fernando Gil como Pedro Aguilar Prieto
- Raúl Tejón como Raúl Camacho Sanchís
- Paula Gallego como Alejandra "Álex" Peralta Martínez
- Raquel Guerrero como Esther Alonso
- María Hervás como Daniela Galván
- Kira Miró como Luz Ferreiro

#### Recurrente
- Karol Luna como Patricia "Patri" (Episodio 1 - Episodio 4; Episodio 6 - Episodio 10)
- Cayetana Cabezas como Blanca Martínez (Episodio 1 - Episodio 6; Episodio 8 - Episodio 10)
- Gabriel Álvarez como Ulises Bravo Alonso (Episodio 1 - Episodio 3; Episodio 5 - Episodio 6; Episodio 8)
- Leire Marín como Iris Bravo Alonso (Episodio 1 - Episodio 8; Episodio 10)
- Ana del Arco como Érika (Episodio 1; Episodio 5 - Episodio 6; Episodio 10)
- Esperanza Elipe como Pilar "Pili" Sanchís Garrido (Episodio 1 - Episodio 3; Episodio 9)
- Víctor Massán como Diego Almazán Noguera (Episodio 1 - Episodio 9)
- Andoni Aguirregomezkorta como Julián (Episodio 1 - Episodio 2; Episodio 6)
- Alicia Rubio como Lía (Episodio 1; Episodio 3; Episodio 5; Episodio 7; Episodio 9)
- Itziar Castro como Olga (Episodio 1 - Episodio 3; Episodio 5; Episodio 7; Episodio 9)
- Ángela Chica como Bea (Episodio 1 - Episodio 3; Episodio 5; Episodio 7; Episodio 9)
- Roberto Correcher como Josean (Episodio 2 - Episodio 3; Episodio 9)
- Adrián Salzedo como Álvaro (Episodio 3 - Episodio 7)
- Daniel Kovacs como Stefan (Episodio 3 - Episodio 6; Episodio 8 - Episodio 10)
- Ascen López como Marga (Episodio 4; Episodio 6; Episodio 10)
- Alina Nastase como Lucía (Episodio 4; Episodio 8 - Episodio 9)
- Candela Solé como Mónica (Episodio 7 - Episodio 9)

con la colaboración especial
- Cayetana Guillén Cuervo como Ángela (Episodio 1 - Episodio 3; Episodio 5 - Episodio 7; Episodio 9)
- Carlos Areces como Roberto (Episodio 1 - Episodio 3; Episodio 6 - Episodio 7; Episodio 9)
- Juanjo Puigcorbé como Román Ripoll (Episodio 2 - Episodio 3; Episodio 5; Episodio 7 - Episodio 10)
- Patricia Montero como Rocío (Episodio 2 - Episodio 3; Episodio 5 - Episodio 6)
- Adolfo Fernández como Héctor (Episodio 2 - Episodio 7)
- Ruth Díaz como Alba (Episodio 2)
- Adriana Torrebejano como Paula Villar (Episodio 3 - Episodio 10)
- Santi Millán como Patrick Garay (Episodio 4; Episodio 6; Episodio 9)
- Nathalie Seseña como Rosa (Episodio 4)
- Guillermo Montesinos como Encargado de Recursos Humanos (Episodio 7)
- Raúl Peña como Rafa (Episodio 8)
- Eva Isanta como Paqui la Jueza (Episodio 10)

#### Invitado
- Álvaro Roig como Ramón Camacho (Episodio 1)
- Antonio Lience como Alfonso (Episodio 1)
- Ana Hurtado como Carlota (Episodio 1)
- María Córdoba como Madre de Adriana (Episodio 1)
- Ana Belén Serrano como Mari Carmen (Episodio 1)
- Aitziber Garmendia como Nagore (Episodio 2 - Episodio 3)
- Nazaret Aracil como Cynthia Galván (Episodio 2; Episodio 4)
- Abel Rodríguez como Jonás (Episodio 2)
- Eduardo del Olmo como Ricardo (Episodio 2)
- Fidel Betancourt como Ariel (Episodio 2)
- Silvia de Miguel como Teresa (Episodio 2)
- Iria Parada como Diana (Episodio 2)
- César Camino como Juanma (Episodio 2)
- Juan Sánchez McDonell como Oliver (Episodio 3)
- Juan Martín Gravina como Gustavo (Episodio 4; Episodio 6)
- Oleg Krikunova como Yuri (Episodio 4)
- Visenya Clark como Natasha (Episodio 4)
- Carol Rovira como Eva (Episodio 5)
- Wilmer Gamboa como Osvaldo (Episodio 5)
- Chete Guzmán como José Antonio (Episodio 6)
- Fernando Moraleda como Adolfo (Episodio 7)
- Pilar Pintre como Mari Carmen (Episodio 7)
- María Jaimez como Carla Andrade (Episodio 7; Episodio 9)
- Juan Vinuesa como Federico "Fede" Aguilar Prieto (Episodio 8 - Episodio 9)
- Lara Martorell como Marisa de la Vega (Episodio 9)
- Lewis Andry como Penélope (Episodio 9)
- Ricardo Nkosi	como Tomás (Episodio 10)
- Jazmín Abuín como Lorena Lorenzo (Episodio 10)
- Alberto Mateo	como Israel "Isra" (Episodio 10)

● María Córdoba como Madre de Adri
(T.2 episodio 1)

### Temporada 3

#### Principal
- Gorka Otxoa como Santiago "Santi" Peralta
- Fele Martínez como Luis Bravo
- Fernando Gil como Pedro Aguilar Prieto
- Raúl Tejón como Raúl Camacho Sanchís
- Paula Gallego como Alejandra "Álex" Peralta Martínez
- Raquel Guerrero como Esther Alonso
- María Hervás como Daniela Galván
- Kira Miró como Luz Ferreiro

#### Recurrente
con la colaboración especial de
- Paloma Bloyd como Irene Castro (Episodio 1 - Episodio 8; Episodio 10)
- Félix Gómez como Manu (Episodio 1; Episodio 3 - Episodio 4; Episodio 8)
- Guillermo Montesinos como Jefe de Pedro (Episodio 2)
- Nathalie Seseña como Rosa (Episodio 2; Episodio 8;Episodio 10)
- Begoña Maestre como Virginia (Episodio 2 - Episodio 4; Episodio 6 - Episodio 10)
- Irene Arcos como Paz Artigas (Episodio 2 - Episodio 5;Episodio 7 - Episodio 10)
- Carlos Areces como Roberto (Episodio 3; Episodio 6 - Episodio 7)
- Marta Hazas como Marimar (Episodio 3 - Episodio 10)
- Jon Kortajarena como Tomás (Episodio 6 - Episodio 9)
- Ingrid Rubio como Aurora (Episodio 6 - Episodio 10)
- Raúl Peña como Rafa (Episodio 7; Episodio 10)
- Macarena Gómez como Adriana (Episodio 7;Episodio 10)
- Nacho Guerreros como Juez (Episodio 8)
- Pablo Chiapella como Cura (Episodio 8 - Episodio 10)
- María Castro como Eugenia (Episodio 8)
- Aitziber Garmendia como Nagore (Episodio 8; Episodio 10)
- Cayetana Guillén Cuervo como Ángela (Episodio 9)

#### Invitado
- Cayetana Cabezas como Blanca Martínez (Episodio 1 - Episodio 10)
- Gabriel Álvarez como Ulises Bravo Alonso (Episodio 1 - Episodio 5; Episodio 7 - Episodio 10)
- Leire Marín como Iris Bravo Alonso (Episodio 1 - Episodio 5; Episodio 7 - Episodio 10)
- Ana del Arco como Érika (Episodio 1; Episodio 8)
- Patricia Montero como Rocío (Episodio 1)
- Ascen López como Marga (Episodio 1 - Episodio 2; Episodio 6 - Episodio 7; Episodio 9 - Episodio 10)
- Pep Sais como Joaquín Bravo (Episodio 1 - Episodio 10)
- Amapola Delcheri como Directora de casting (Episodio 1)
- Alba Gallego como Recepcionista gimnasio femenino (Episodio 1)
- Nacho López como Rodrigo Gallego (Episodio 1)
- Elia Corral como Ginecóloga (Episodio 1 - Episodio 3)
- Carlos Cristino como ? (Episodio 1)
- Alicia Rubio como Lía (Episodio 2; Episodio 7 - Episodio 10)
- Ángela Chica como Bea (Episodio 2; Episodio 4; Episodio 7 - Episodio 10)
- Nazaret Aracil como Cynthia Galván (Episodio 2;Episodio 4;Episodio 6 - Episodio 10)
- Victor Massán como Diego Almazán Noguera (Episodio 2 - Episodio 3; Episodio 6)
- Karol Luna como Patricia "Patri" (Episodio 2 - Episodio 8; Episodio 10)
- Sylvia Sosa como Madre de Patricia (Episodio 3 - Episodio 5; Episodio 8)
- Andoni Agirregomezkorta como Julián (Episodio 4)
- Juan Vinuesa como Federico "Fede" Aguilar Prieto (Episodio 6; Episodio 9)
- Álvaro Roig como Ramón Camacho (Episodio 10)
- Esperanza Elipe como Pilar "Pili" Sanchís Garrido (Episodio 10)

## Episodios
| Temporada | Temporada | Episodios | Episodios | Lanzamiento original    | Lanzamiento original    |
| --------- | --------- | --------- | --------- | ----------------------- | ----------------------- |
|           | 1         | 10        | 10        | 30 de diciembre de 2022 | 30 de diciembre de 2022 |
|           | 2         | 10        | 10        | 9 de febrero de 2024    | 9 de febrero de 2024    |
|           | 3         | 10        | 10        | 10 de enero de 2025     | 10 de enero de 2025     |

### Temporada 1 (2022)
| N.º en serie | N.º en temp. | Título                                   | Dirigido por    | Escrito por                                                                                     | Fecha de lanzamiento original |
| ------------ | ------------ | ---------------------------------------- | --------------- | ----------------------------------------------------------------------------------------------- | ----------------------------- |
| 1            | 1            | «En deconstrucción»                      | Laura Caballero | Alberto Caballero, Daniel Deorador, Araceli Álvarez de Sotomayor, Laura Caballero y Carla Nigra | 30 de diciembre de 2022       |
| 2            | 2            | «Lo que te absorbe es la vida»           | Laura Caballero | Alberto Caballero, Daniel Deorador, Araceli Álvarez de Sotomayor, Laura Caballero y Carla Nigra | 30 de diciembre de 2022       |
| 3            | 3            | «Masculinidad tóxica»                    | Laura Caballero | Alberto Caballero, Daniel Deorador, Araceli Álvarez de Sotomayor y Laura Caballero              | 30 de diciembre de 2022       |
| 4            | 4            | «Hierbas ibicencas»                      | Laura Caballero | Alberto Caballero, Daniel Deorador, Araceli Álvarez de Sotomayor y Laura Caballero              | 30 de diciembre de 2022       |
| 5            | 5            | «Heteroflexibles sensibles»              | Laura Caballero | Alberto Caballero, Daniel Deorador, Araceli Álvarez de Sotomayor y Laura Caballero              | 30 de diciembre de 2022       |
| 6            | 6            | «La que has liado»                       | Laura Caballero | Alberto Caballero, Daniel Deorador, Araceli Álvarez de Sotomayor y Laura Caballero              | 30 de diciembre de 2022       |
| 7            | 7            | «¿Cuándo lloraste por última vez?»       | Laura Caballero | Alberto Caballero, Daniel Deorador, Araceli Álvarez de Sotomayor y Laura Caballero              | 30 de diciembre de 2022       |
| 8            | 8            | «Con lo bien que estábamos»              | Laura Caballero | Alberto Caballero, Daniel Deorador, Araceli Álvarez de Sotomayor y Laura Caballero              | 30 de diciembre de 2022       |
| 9            | 9            | «El Moisés de los machirulos»            | Laura Caballero | Alberto Caballero, Daniel Deorador, Araceli Álvarez de Sotomayor y Laura Caballero              | 30 de diciembre de 2022       |
| 10           | 10           | «O falla el temario o fallamos nosotros» | Laura Caballero | Alberto Caballero, Daniel Deorador, Araceli Álvarez de Sotomayor y Laura Caballero              | 30 de diciembre de 2022       |

### Temporada 2 (2024)
| N.º en serie | N.º en temp. | Título                             | Dirigido por    | Escrito por                                                       | Fecha de lanzamiento original |
| ------------ | ------------ | ---------------------------------- | --------------- | ----------------------------------------------------------------- | ----------------------------- |
| 11           | 1            | «Me siento como... deconstruido»   | Laura Caballero | Alberto Caballero, Daniel Deorador y Carla Nigra                  | 9 de febrero de 2024          |
| 12           | 2            | «¿Tú tienes sueños?»               | Laura Caballero | Alberto Caballero, Daniel Deorador, Carla Nigra y Laura Caballero | 9 de febrero de 2024          |
| 13           | 3            | «Dale la vuelta»                   | Laura Caballero | Alberto Caballero, Daniel Deorador y Carla Nigra                  | 9 de febrero de 2024          |
| 14           | 4            | «Pregunta antes de entrar»         | Laura Caballero | Alberto Caballero, Daniel Deorador y Carla Nigra                  | 9 de febrero de 2024          |
| 15           | 5            | «No te putopilles»                 | Laura Caballero | Alberto Caballero, Daniel Deorador y Carla Nigra                  | 9 de febrero de 2024          |
| 16           | 6            | «¿Un lunes?»                       | Laura Caballero | Alberto Caballero, Daniel Deorador, Carla Nigra y Laura Caballero | 9 de febrero de 2024          |
| 17           | 7            | «Los chicos de la hermandad»       | Laura Caballero | Alberto Caballero, Daniel Deorador, Carla Nigra y Laura Caballero | 9 de febrero de 2024          |
| 18           | 8            | «Soy hetero»                       | Laura Caballero | Alberto Caballero, Daniel Deorador, Carla Nigra y Laura Caballero | 9 de febrero de 2024          |
| 19           | 9            | «¿Qué es ser mujer?»               | Laura Caballero | Alberto Caballero, Daniel Deorador, Carla Nigra y Laura Caballero | 9 de febrero de 2024          |
| 20           | 10           | «Para una vez que nos juntamos...» | Laura Caballero | Alberto Caballero, Daniel Deorador, Carla Nigra y Laura Caballero | 9 de febrero de 2024          |

### Temporada 3 (2025)
| N.º en serie | N.º en temp. | Título                      | Dirigido por    | Escrito por                                                       | Fecha de lanzamiento original |
| ------------ | ------------ | --------------------------- | --------------- | ----------------------------------------------------------------- | ----------------------------- |
| 21           | 1            | «Hombres evolucionantes»    | Laura Caballero | Alberto Caballero, Daniel Deorador, Carla Nigra y Laura Caballero | 10 de enero de 2025           |
| 22           | 2            | «Bollera fijo»              | Laura Caballero | Alberto Caballero, Daniel Deorador, Carla Nigra y Laura Caballero | 10 de enero de 2025           |
| 23           | 3            | «El que se pilla pierde»    | Laura Caballero | Alberto Caballero, Daniel Deorador, Carla Nigra y Laura Caballero | 10 de enero de 2025           |
| 24           | 4            | «Dos más dos...»            | Laura Caballero | Alberto Caballero, Daniel Deorador, Carla Nigra y Laura Caballero | 10 de enero de 2025           |
| 25           | 5            | «Amiga, date cuenta»        | Laura Caballero | Alberto Caballero, Daniel Deorador, Carla Nigra y Laura Caballero | 10 de enero de 2025           |
| 26           | 6            | «Machos beta»               | Laura Caballero | Alberto Caballero, Daniel Deorador, Carla Nigra y Laura Caballero | 10 de enero de 2025           |
| 27           | 7            | «Pacto patriarcal»          | Laura Caballero | Alberto Caballero, Daniel Deorador, Carla Nigra y Laura Caballero | 10 de enero de 2025           |
| 28           | 8            | «Equivocarse adrede»        | Laura Caballero | Alberto Caballero, Daniel Deorador, Carla Nigra y Laura Caballero | 10 de enero de 2025           |
| 29           | 9            | «Contacto cero»             | Laura Caballero | Alberto Caballero, Daniel Deorador, Carla Nigra y Laura Caballero | 10 de enero de 2025           |
| 30           | 10           | «La gente se sigue casando» | Laura Caballero | Alberto Caballero, Daniel Deorador, Carla Nigra y Laura Caballero | 10 de enero de 2025           |

## Producción
La idea original de la serie nació poco después del final del confinamiento por la pandemia del coronavirus. Después de finiquitar el rodaje de la duodécima temporada de La que se avecina, y ante la imposibilidad de retomar el de la tercera temporada de El pueblo debido a las dificultades de los viajes entre comunidades autónomas, los hermanos Alberto y Laura Caballero, junto a sus coguionistas Daniel Deorador y Araceli Álvarez de Sotomayor, aprovecharon la ocasión para desarrollar ideas para nuevas series. Entre otros proyectos, Álvarez de Sotomayor propuso una serie protagonizada por mujeres de 40 años, ante la reciente ola de series protagonizadas por mujeres, y al plantearse que podrían aportar frente a series similares, decidieron finalmente crear una serie sobre la reacción del hombre a los cambios sociales. Con el permiso de Mediaset España Comunicación, quien co-poseía la productora de los hermanos Caballero, Contubernio, los cuatro guionistas llevaron la serie a Netflix, quien ya había mostrado interés en colaborar con los hermanos Caballero.
Machos alfa fue anunciada por primera vez en marzo de 2022, con anuncio de que tendría 10 capítulos de 30 minutos en Netflix, como la primera serie de los hermanos Caballero exclusivamente para una plataforma de streaming. En julio de 2022, su reparto fue desvelado y se confirmó que las grabaciones de la serie ya habían terminado.

## Lanzamiento y marketing
El 21 de noviembre de 2022, Netflix sacó las primeras imágenes de la serie y confirmó que se estrenaría en su plataforma el 30 de diciembre de 2022. La renovación por una segunda temporada se dio a las pocas semanas del estreno, y se estrenó el 9 de febrero de 2024.

## Versiones
- En Francia, Netflix estrenó el 24 de enero de 2025, «Super mâles», protagonizada por Manu Payet, Guillaume Labbé, Vincent Heneine y Antoine Gouy.[9]

- En Italia, Netflix estrenó el 21 de mayo de 2025 «Maschi veri», protagonizada por los actores Maurizio Lastrico, Matteo Martari, Francesco Montanari y Pietro Sermonti.[9]